# Fantasmagorie (album)
Fantasmagorie – trzeci album studyjny zespołu Akurat, wydany 31 maja 2006 nakładem Metal Mind Productions.

## Spis utworów
1. "Tylko najwięksi"
2. "Fantasmagorie"
3. "Słowa mają mnie"
4. "Kiedy wrócę tu"
5. "Demo"
6. "Sama śmietanka"
7. "Szerzej"
8. "Garb"
9. "Kiedy bliżej z Tobą będę"
10. "Jeden człowiek to jeden sens"
11. "Pracuję"
12. "Łan"
13. "Czy to już"